# Acerentulus berruezanus
Acerentulus berruezanus es un artrópodo hexápodo del orden Protura, perteneciente a la familia Acerentomidae.
Es una especie de tamaño reducido, como la mayoría de Protura, con una longitud de entre 1035-1090µ . Al formar parte de Acerentomidae no
presenta un sistema traqueal, y el intercambio de gases se realiza a través de la cutícula. Presenta quetotaxia, es decir, sedas sensitivas como adaptación a la vida edáfica para poder ubicarse y protegerse en un medio con baja
luminosidad. Los apéndices abdominales II y III presentan tres setas cada uno, con la subapical muy larga, la apical interior reducida y la exterior de tamaño medio. La peineta del terguito VIII tiene once dientes de tamaño medio, y la armadura genital femenina presenta acrostilo fuerte y apuntado.
Esta especie se sitúa muy próxima a Acerentulus confinis (Berlese,1908), pero se pueden distinguir por los siguientes caracteres:
- Sus piezas bucales son pequeñas, y las sensilas del palpo maxilar son setiformes a diferencia de las sensilas del palpo labial que son ensanchadas y puntiagudas.[1]
- El “filamento del sostengo” (una de las piezas bucales de A. berruezanus), que consta de un cáliz acorazado y dos dilataciones en su extremo proximal, es mucho menor que en A.confinis[1]
- Las sensilas b, c y e de la cara exterior del tarso anterior de A. berruezanus son mayores que las de A.confinis.[1]
- En A. berruezanus en las sedas de la cara interior del tarso anterior no se encuentra 𝛅4 pero sí 𝛅5’. Este carácter se mantiene constante tanto en los adultos como en todos los estadios larvarios.[1]
- Y por último, en los terguitos II-V se encuentran tres pares de sedas anteriores (A1, A2, A5); en el terguito VI aparece A4 y en el terguito VII falta A1.[1]

## Biología
Se conoce mas bien poco sobre la biología de estos organismos. Presentan cuatro estadios postembrionarios antes de alcanzar la madurez sexual (imago), pasando de un estadio a otro mediante mudas.
- Larva I: Presenta una longitud total de 571 μ, con el tarso anterior de 50 μ. Falta la sensila c' en el tarso anterior. Quetotaxia con ausencia de sedas accesorias en el tórax y abdomen, y de sedas anteriores en los terguitos abdominales.[1]
- Larva II: Presenta una longitud total de 622-720 μ, con el tarso anterior de 54-62 μ. Falta la sensila b' en el tarso anterior. Quetotaxia con ausencia de muchas setas.[1]
- MATURUS JUNIOR: Presenta una longitud total de 734 μ, con el tarso anterior de 66 μ. Quetotaxia diferente a la del imago por ausencia de A4 en el terguito VII, y ausencia de algunas setas en el terguito X y esternito XI.[1]
- Preimago: Presenta una longitud total de 890-948 μ, con el tarso anterior de 74-78 μ. Prácticamente idéntica al imago, salvo en el tamaño y aspecto de la armadura genital masculina.[1]

## Distribución
El grupo Protura se encuentra en una amplia gama de hábitats diferentes, desde el nivel del mar hasta las zonas sin árboles en las altas montañas.
Concretamente A. berruezanus, se encuentra en Europa y el norte de Asia, a excepción de China.

## Ecología
Basándose en la adaptación que tienen las especies pertenecientes a Protura a la vida en el suelo y en sustratos similares, y en sus características morfológicas (por ejemplo, ausencia de ojos y de pigmentación), Rusek (2007) los clasificó como Euedaphobionta. Es decir, las proturas forman parte de la mesofauna del suelo. Su distribución en el suelo parece estar limitada únicamente por la disponiblilidad de materia orgánica en descomposición y un nivel de humedad suficiente como para permitir el crecimiento
de cualquier tipo de vegetación. La densidad de Protura en los suelos oscila entre unos cientos y unos pocos miles de individuos por metro
quadrado.
En concreto A. berruezanus, está asociado a la hojarasca y el estrato húmico de hábitats forestales, prefiriendo. al parecer bosques no muy ácidos
de Quercus ilex Su alimentación se basa en bacterias edáficas y líquidos procedentes de la descomposición, y como muchas otras especies de Proturos podría ser buena indicadora de las condiciones edáficas de
estos ecosistemas
El conocimiento actual sobre la ecología de Protura es escaso y disperso entre artículos que a menudo no tratan estrictamente sobre ecología, sino sobre comunidades de suelo en general.